# Doria Shafik
Doria Shafik (arabiska: درية شفيق‎), född 14 december 1908, död 20 september 1975, var en egyptisk feminist, poet och redaktör, och en av de främsta ledarna för en rörelse för kvinnlig frigörelse i Egypten i mitten av 1940-talet. Som ett direkt resultat av hennes ansträngningar fick egyptiska kvinnor rösträtt enligt den egyptiska konstitutionen.

## Biografi

### Barndom, ungdom och karriär
Shafik föddes i Tanta, i Nildeltat i Nedre Egypten och studerade i en fransk missionsskola. Vid 16 års ålder blev hon den yngsta egyptiern som fick fransk examen. När hon var 19 år tilldelades hon ett stipendium av det egyptiska utbildningsministeriet för att studera vid Paris universitet. Hon studerade för doktorsexamen i filosofi.
Hon skrev två doktorsavhandlingar, den ena som motbevisar de utilitaristiska mål som allmänt är förknippade med forntida egyptisk konst, och den andra argumenterar för att kvinnor ska ha samma rättigheter som män. Hon tilldelades sin doktorsexamen (Doctorat d'Etat) med höga betyg (Mention très honorable). År 1935 var hon med i en skönhetstävling, vilket var kontroversiellt för en muslimsk kvinna i Egypten.
I Paris gifte sig Shafik år 1937 med Nour Al Din Ragai, en kusin till henne. Han var då juridikstuderande och arbetade för att få en doktorsexamen i affärsjuridik.
När hon återvände från Frankrike till Egypten 1940 hoppades Shafik att kunna bidra till utbildningen av sitt lands ungdom, men dekanen för litteraturfakulteten vid Kairos universitet ville inte att hon skulle leda undervisning. Han tyckte att hon var "för modern."
År 1945 erbjöd prinsessan Chevicar, den första hustrun till Egyptens dåvarande kung, Fuad I, Shafik posten som chefredaktör för La Femme Nouvelle, en franskspråkig kultur- och litteraturtidskrift som riktar sig till landets elit. Shafik accepterade posten och med Chevicars död 1947 tog hon på sig hela ansvaret för tidningen, inklusive dess finansiering. Under hennes ledning fick La Femme Nouvelle regional status. 1945 bestämde Shafik sig för att starta en arabisk tidskrift, Bint Al Nil (Nilens dotter), avsedd att utbilda egyptiska kvinnor och hjälpa dem att få en så bra roll som möjligt i sin familj och i sitt samhälle. Den första utgåvan kom ut i november 1945 och slutsåldes nästan omedelbart.
1948 skapade Shafik Bint Al Nil Union för att hjälpa till att lösa kvinnors primära sociala problem och för att säkerställa att de omfattas av sitt lands politik. Facket arbetade också för att utrota analfabetismen genom att inrätta centra för detta ändamål i hela landet, inrätta ett arbetsförmedlingskontor och en kafeteria för arbetande kvinnor.

### Stormning av parlamentet
I februari 1951 lyckades hon i hemlighet samla 1 500 kvinnor från Egyptens två ledande feministgrupper (Bint Al-Nil och Egyptian Feminist Union). Hon organiserade en folkmarsch som avbröt parlamentet i fyra timmar sedan de hade samlats där med en rad krav som främst gällde kvinnors socioekonomiska rättigheter. Mufidah Abdul Rahman valdes för att försvara Shafik i domstol med avseende på detta. När målet gick till rättegång deltog många Bint al-Nil-anhängare i rättssalen, och domaren avbröt förhöret på obestämd tid."
Trots att de fick löften från senatens talman blev det ingen förbättring av kvinnornas rättigheter.

### Första hungerstrejken
Den 12 mars 1954 genomförde Shafik en åtta dagars hungerstrejk mot pressyndikatet, i protest mot inrättandet av en konstitutionell kommitté utan kvinnliga medlemmar. Hon avslutade sin strejk efter att ha mottagit ett skriftligt uttalande om att president Naguib var engagerad i en konstitution som respekterade kvinnors rättigheter.

### Andra hungerstrejken
1957 inledde Shafik en andra hungerstrejk i den indiska ambassaden, i protest mot president Gamal Abdel Nassers diktatoriska regim. Som ett resultat sattes hon i husarrest av Nasser, hennes namn utestängdes från pressen och hennes tidskrifter fick inte spridas.

### Isolering och död
Efter sin husarrest levde Shafik ett ensamt liv, även när hon fick röra sig fritt. Hon tillbringade sina sista år med att läsa, skriva och hade främst sällskap av sina döttrar och barnbarn. Hon dog efter att ha fallit från sin balkong 1975. New York Times beklagade att de inte tidigare hade skrivit en nekrolog och de skrev en sådan 2018.